# Neoplan N4016
Neoplan N4016 är en stadsbuss med lågt golv tillverkad av Neoplan mellan 1988 och 1999, inledningsvis i Stuttgart i Tyskland och senare även i Polen av Neoplan Polska på licens av tyska Neoplan.
Bussen är 12 meter lång och 2,5 meter bred. Motorn, som kan vara av olika fabrikat, är längsmonterad längst bak till vänster i färdriktningen. Drivmedlen består av diesel eller bio-/naturgas. Växellådorna är automatväxlade och tillverkades av antingen Voith eller ZF.
De första årgångarna har inte lågt golv genom hela bussen, utan längst bak i bussen är golvet lite upphöjt för att ge plats åt drivlinan och andra komponenter. Detta gör att det finns ett trappsteg vid de bakersta dörrarna, bakom bakaxeln. Detta gäller bussar med liggande motor, vilket ursprungligen var det enda alternativet. Bussar med stående motor, vilket lanserades senare, har lågt golv i mittgången genom hela bussen och vid samtliga dörrar. I slutet av 1998 började Neoplan N4416 Centroliner att serietillverkas och samtidigt modifierades chassit på Neoplan N4016 slutgiltigt, vilket då innebar att det fick ett helt lågt golv i mittgången och vid samtliga dörrar, oavsett motortyp.
I svensk linjetrafik har busstypen endast funnits i Uppsala, där den mellan åren 1996 och 2014 användes som biogasdriven miljöbuss av Gamla Uppsala Buss, som körde dem på entreprenad åt Uppsalabuss. Totalt rullade 36 exemplar i Uppsala (serierna 171–176 (6 st, 1996-års modell, utfasade 2010), 177–184 (8 st, 1997-års modell, utfasade 2010–2011) samt 140–161 (22 st, 1999-års modell, utfasade 2013–2014)). 171–173 samt 177, 179–180 och 182 såldes 2010–2011 vidare till Flygplatsparkering MA i Arlandastad medan övriga exemplar (174–176 samt 178, 181 och 183–184) plockades på delar och skrotades direkt. Samtliga exemplar är sedan mars 2014 helt utfasade ur svensk linjetrafik i och med att det allra sista exemplaren ur 140–161-serien (som blev kvar i Uppsala) togs ur trafik och skrotades.
Utanför Uppsala och Sverige har bussen varit vanlig i framförallt Tyskland och Östeuropa, men har även förekommit i ett visst antal i Grekland och Storbritannien. Den fanns både i vänster- och högerstyrt utförande.
Under 1999, inför årsmodell 2000, ersattes de tysktillverkade Neoplan N4016 helt av Neoplan N4416 Centroliner, och de polsktillverkade av Solaris Urbino 12.

## Galleri

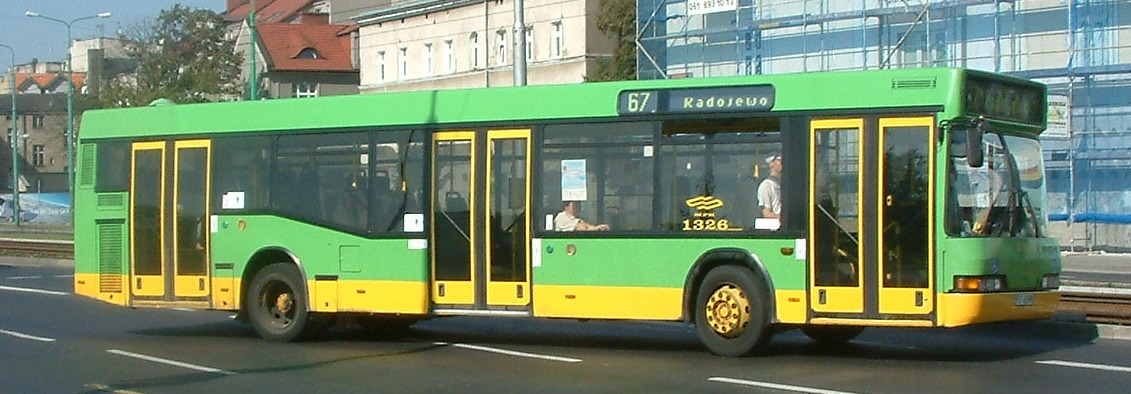
Neoplan N4016 som stadsbuss i Poznań, Polen.
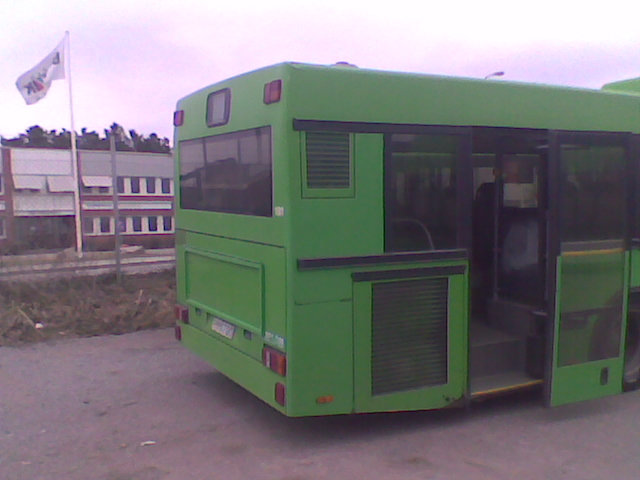
Bild på en öppen bakdörr på en äldre Neoplan N4016 som visar trappsteget längst bak.
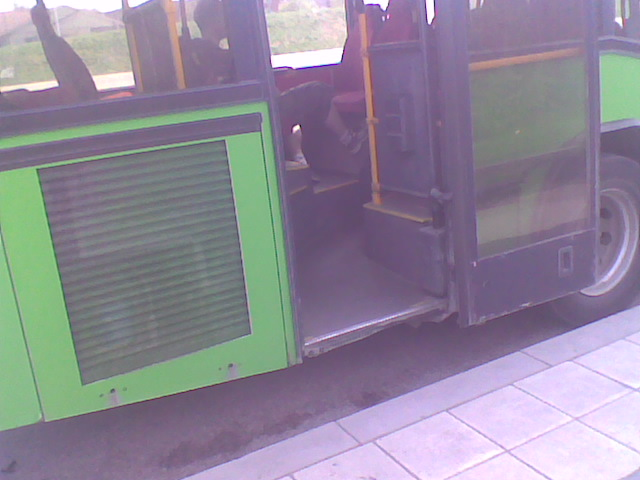
Bild på en öppen bakdörr på en nyare Neoplan N4016 som visar det låga golvet längst bak.
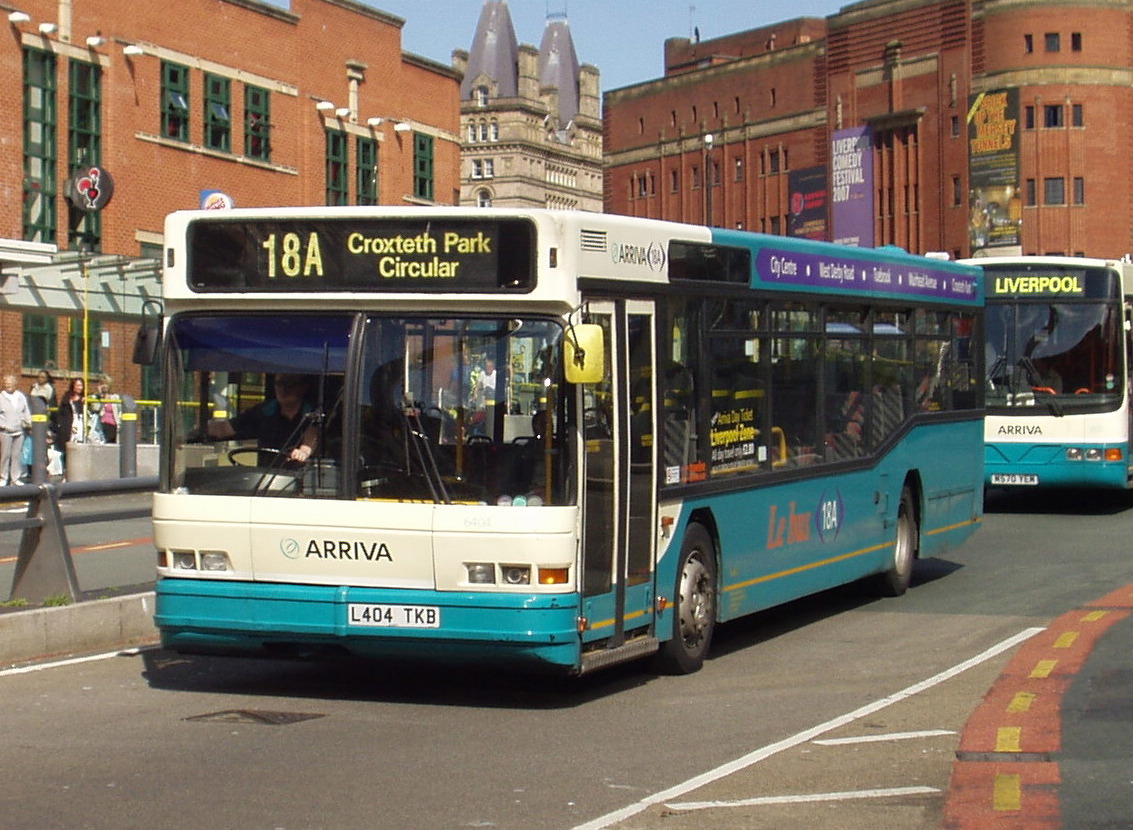
Neoplan N4016 i högerstyrt utförande i Storbritannien.

## Bussar iNeoplan N40-serien
- Neoplan N4007
- Neoplan N4009
- Neoplan N4010
- Neoplan N4011
- Neoplan N4013
- Neoplan N4014
- Neoplan N4015
- Neoplan N4016
- Neoplan N4018
- Neoplan N4020
- Neoplan N4021
- Neoplan N4026